# Ronneby (Minnesota)
Ronneby is een plaats (city) in de Amerikaanse staat Minnesota, en valt bestuurlijk gezien onder Benton County.

## Demografie
Bij de volkstelling in 2000 werd het aantal inwoners vastgesteld op 16.
In 2006 is het aantal inwoners door het United States Census Bureau geschat op 32, een stijging van 16 (100,0%).

## Geografie
Volgens het United States Census Bureau beslaat de plaats een oppervlakte van
0,6 km², geheel bestaande uit land. Ronneby ligt op ongeveer 345 m boven zeeniveau.

## Plaatsen in de nabije omgeving
De onderstaande figuur toont nabijgelegen plaatsen in een straal van 20 km rond Ronneby.